# Єгорова Єлизавета Миколаївна
Єлизавета Миколаївна Єгорова (13 лютого 1910,  село Тверської губернії, тепер Тверської області Російська Федерація — ?) — радянська державна діячка, бригадир рільничої бригади радгоспу «Ручьи» Всеволозького району Ленінградської області. Депутат Верховної ради СРСР 4-го скликання. Герой Соціалістичної Праці (3.11.1951).

## Життєпис
Народилася в багатодітній селянській родині.
У 1931 році переїхала до Ленінграда і почала працювати овочівником у приміському радгоспі «Ручьи». З 1938 року — бригадир рільничої бригади свинарського радгоспу «Ручьи» Всеволозького району Ленінградської області.
Під час німецько-радянської війни та блокади Ленінграда бригада Єлизавети Єгорової продовжувала висаджувати та вирощувати картоплю, капусту та цибулю для потреб міста. Член ВКП(б) з 1943 року.
Висока культура землеробства, ентузіазм, працьовитість і використання найсучасніших методів —  всі ці фактори дозволили бригаді Єлизавети Єгорової в 1950 році встановити черговий рекорд зі збору турнепсу, який був необхідним для нової галузі тваринництва в СРСР.
3 листопада 1951 року Президія Верховної Ради СРСР «за відмінні показники роботи як у галузі овочівництва, так і в галузі тваринництва, а також забезпечення поголів'я худоби в повній потребі всіма необхідними запасами» присвоїла Єлизаветі Єгоровій звання Героя Соціалістичної Праці з врученням ордена Леніна та Золотої медалі «Серп і Молот».
У 1969 році вийшла на пенсію, проживала в Ленінграді. Дата смерті невідома.

## Нагороди і відзнаки
- Герой Соціалістичної Праці (3.11.1951)
- два ордени Леніна (5.10.1950, 3.11.1951)
- орден Трудового Червоного Прапора (17.04.1948)
- медалі